# ادبیات متعهد (مجله)
ادبیات متعهد مجله‌ای با موضع شعر و ادبیات داستانی است که به صورت سالانه منتشر می‌شود. مدیر مسئول و سردبیر این مجله پارسا نظری است که در آن داستان و شعر منتشر می‌شود. این مجله در ابتدا ماهانه منتشر می‌شد ولی سپس بسامد آن از ماهنامه به سالنامه تغییر یافت. به گفتهٔ مدیرمسئول، این تغییر با هدف ارتقای کیفیت و با مشورت صاحب‌نظران انجام شده است. آثار از فروردین تا شهریور دریافت، تا دی‌ماه داوری، و در اسفند نتایج نهایی اعلام می‌شود.
هر شماره از این سالنامه در سازمان اسناد و کتابخانه ملی جمهوری اسلامی ایران ،کتابخانه، موزه و مرکز اسناد مجلس شورای اسلامی ،کتابخانه مرکزی و مرکز اسناد دانشگاه تهران ،پژوهشگاه علوم انسانی و مطالعات فرهنگی، سیویلیکا، پایگاه مجلات تخصصی نور یا نورمگز و بانک اطلاعات نشریات کشور نمایه می‌گردد.

## ویژه نامه
در ادبیات متعهد ویژه نامه‌هایی دربارهٔ بزرگان زبان و ادبیات پارسی منتشر شده است.
- ویژه نامه جهانگیر هدایت[۱۵][۱۶][۱۷][۱۸]
- ویژه نامه برندگان جایزه ادبی صادق هدایت[۱۹][۲۰]

## جایزهٔ ادبی نشان ادبیات متعهد
«نشان ادبیات متعهد» مدالی رسمی همراه با لوح یادبود است که هر سال به نویسندهٔ برتر اعطا می‌شود. هدف این جایزه، ترویج تعهد به زبان و مسائل اجتماعی در ادبیات است.

### برگزیدگان
| برگزیدگان | برگزیدگان                                  | برگزیدگان | برگزیدگان        | برگزیدگان     | برگزیدگان               | برگزیدگان |
| سال       | دوره انتشار                                | نوع اثر   | عنوان اثر        | صاحب اثر      | برنده نشان ادبیات متعهد | منبع      |
| --------- | ------------------------------------------ | --------- | ---------------- | ------------- | ----------------------- | --------- |
| ۱۴۰۳      | دوره چهارم، شماره نوزدهم مجله ادبیات متعهد | داستان    | دوست تنیس باز من | جهانگیر هدایت |                         | منعکس در  |
| ۱۴۰۳      | دوره چهارم، شماره نوزدهم مجله ادبیات متعهد | داستان    | منگانه           | خسرو افشاری   | برنده                   | منعکس در  |
| ۱۴۰۳      | دوره چهارم، شماره نوزدهم مجله ادبیات متعهد | داستان    | ۳۰ برگ گل        | کیمیا قاضی    |                         | منعکس در  |
| ۱۴۰۳      | دوره چهارم، شماره نوزدهم مجله ادبیات متعهد | داستان    | سه همرزم         | اسدالله حسنی  |                         | منعکس در  |
| ۱۴۰۳      | دوره چهارم، شماره نوزدهم مجله ادبیات متعهد | داستان    | نانوایی          | منیرو غیاثی   |                         | منعکس در  |
| ۱۴۰۳      | دوره چهارم، شماره نوزدهم مجله ادبیات متعهد | داستان    | بی مهری          | مهرزاد نظری   |                         | منعکس در  |
| ۱۴۰۳      | دوره چهارم، شماره نوزدهم مجله ادبیات متعهد | شعر       | میلاد مرگ        | مریم عسگری    |                         | منعکس در  |
| ۱۴۰۳      | دوره چهارم، شماره نوزدهم مجله ادبیات متعهد | شعر       | جهانی دیگر       | علیرضا جانی   |                         | منعکس در  |